# Lecanodiaspis melaleucae
Lecanodiaspis melaleucae är en insektsart som först beskrevs av Fuller 1897.  Lecanodiaspis melaleucae ingår i släktet Lecanodiaspis och familjen Lecanodiaspididae. Inga underarter finns listade i Catalogue of Life.